# Калековець
Кале́ковець (болг. Калековец) — село в Пловдивській області Болгарії. Входить до складу общини Мариця.

## Населення
За даними перепису населення 2011 року у селі проживала 2631 особа.
Національний склад населення села:
| Національність   | Кількість осіб | Відсоток |
| ---------------- | -------------- | -------- |
| болгари          | 1855           | 70,8%    |
| цигани           | 463            | 17,7%    |
| турки            | 58             | 2,2%     |
| інша             | 6              | 0,2%     |
| не визначились   | 237            | 9,0%     |
| Всього відповіли | 2619           |          |

Розподіл населення за віком у 2011 році:
Динаміка населення: